# 儀徴市
儀徴市（ぎちょう-し）は中華人民共和国江蘇省に位置する省直轄の県級市であり、しばらくの間、揚州市の代理管轄下に置かれている。誤って「儀征」と書かれることもあるが、簡体字では「徴」が「征」となるためである。

## 行政区画
- 鎮:真州鎮、新集鎮、新城鎮、馬集鎮、劉集鎮、陳集鎮、大儀鎮、月塘鎮、青山鎮

## 産業
ポリエステル繊維は中国を代表する繊維産業のひとつとなっている。
中国国内有数の緑茶の産地でもある。
小麦を栽培する農家が数多くある。

## 交通
儀征駅で改修工事中、儀征北駅及び各地下鉄駅は建設中である。鉄道駅もあるが、列車は一時停止した（2021）。
住民の交通手段は基本的にバスを利用する。
儀徴の各地から揚州市街地に出掛けるときには、一旦市郊外まで行き、バスを乗り換えて中心部まで行くことが多い。

## 名称
避諱で3度改称したことで知られる。
682年（永淳元年）、唐朝により設置された「揚子県」を前身とする。以降、1986年に現在の市名になるまで以下のとおり変更された。
- 937年（昇元元年）、南唐により「永貞県」と改称。
- 964年（乾徳2年）、北宋により永貞県迎鑾鎮に「建安軍」が置かれた。
- 1013年（大中祥符6年）、北宋の真宗により北宋の皇帝の銅像が鋳造され「儀容逼真」から、建安軍は真州「儀真郡」と改められた。
- 1023年（天聖元年）、北宋の仁宗趙禎の諱を避けて永貞県は「揚子県」に戻す。
- 1369年（洪武2年）、明朝により真州と揚子県は廃止され、「儀真県」が置かれた。
- 1723年（雍正元年）、清朝の雍正帝胤禛の諱を避けて「儀徴県」と改称。
- 1909年（宣統元年）、清朝の宣統帝溥儀の諱を避けて「揚子県」と改称。
- 1912年、辛亥革命で清朝滅亡、儀徴県に戻す。
- 1986年、中華人民共和国国務院が県級市「儀徴市」とする。